# Veľké Ripňany
Veľké Ripňany este o comună slovacă, aflată în districtul Topoľčany din regiunea Nitra. Localitatea se află la altitudinea de 200 m deasupra n.m., se întinde pe o suprafață de 23,68 km2 și în 2017 număra 2.089 de locuitori.

## Istoric
Localitatea Veľké Ripňany este atestată documentar din 1196.

## Demografie
| An:                | 1994 | 2004   | 2014   | 2024   |
| ------------------ | ---- | ------ | ------ | ------ |
| Număr de persoane: | 2139 | 2127   | 2120   | 2094   |
| Diferență:         |      | −0,56% | −0,32% | −1,22% |

| An:                | 2023 | 2024   |
| ------------------ | ---- | ------ |
| Număr de persoane: | 2079 | 2094   |
| Diferență:         |      | +0,72% |